# Alta Moda (Band)
Alta Moda war eine kanadische Funk/Rockband der 1980er Jahre. Sie bestand aus der Sängerin Molly Johnson, den Gitarristen Norman Orenstein, den Schlagzeuger Steven Gelineau und den Bassisten Etric Lyons.

## Geschichte
Die Band wurde im Jahr 1979 in Toronto, Ontario von der Sängerin Molly Johnson und dem Gitarristen Norman Orenstein gegründet. Im Jahr 1982 stieß der Schlagzeuger Steven Gelineau zur Band im Jahr 1983 der Bassist Etric Lyons.
Die Band bekam einen Plattenvertrag bei CBS Records und veröffentlichte ihr Debütalbum im Jahr 1987. Es enthält die Single Julian. Radiosender kritisierten das Lied durch den amerikanischen Funk-Einfluss des Liedes. Laut den Radiosendern klangen sie zu schwarz. Das Lied erreichte in der Woche zum 30. Januar 1988 Platz 53 in den kanadischen Charts.
Mitte 1988 wurde die Band von ihrem Plattenlabel gefeuert. Die Band erhielt im selben Jahr eine Nominierung beim Juno Award in der Kategorie Juno Award for R&B/Soul Recording of the Year. 
Die Band trat oft live auf und suchte derweil nach einem neuen Plattenvertrag. Später löste sich die Band jedoch auf und Orenstein und Johnson wurden anschließend Mitglieder der Band Big Sugar.

## Diskografie
Alben
- 1987: Alta Moda (Epic / Current)

Singles
- 1986: Train (Current)
- 1987: Cool Love / Push (Current)
- 1987: Julian (Epic / Current)
- 1988: Notown (In Particular) (Current)